# Gilles Carle
Pour les articles homonymes, voir Carle.
Gilles Carle (né Joseph Horace Gilles Carle) est un graphiste plasticien, réalisateur, scénariste, monteur et producteur québécois né le 31 juillet 1928 à Maniwaki (Canada) et mort le 28 novembre 2009 au Centre hospitalier de Granby,,,,, étant alors résident de Saint-Paul d'Abbotsford.
Élevé à Rouyn-Noranda en Abitibi-Témiscamingue, il déménage à 16 ans à Montréal pour étudier le dessin à l'École des beaux-arts puis à l'École des arts graphiques de Montréal. Après avoir étudié en lettres à l'Université de Montréal, il participe dans les années 1950 à la création de la maison d'édition l'Hexagone qui publie notamment à l'époque les œuvres de poètes comme Gaston Miron. Puis il travaille comme graphiste à Radio-Canada à partir de 1955, et joint ensuite l'Office national du film du Canada (ONF), en 1960, où il est d'abord documentaliste, puis scénariste avant de réaliser plusieurs documentaires dont Percé on the Rocks en 1964. En 1965, il y signe son premier long métrage de fiction (d'environ 75 minutes), La Vie heureuse de Léopold Z., alors qu'on ne l'avait autorisé qu'à réaliser un simple documentaire (d'environ 15 ou 20 minutes) portant sur l'enlèvement de la neige à Montréal.
En 1966, semoncé par son employeur pour avoir transformé en long métrage ce projet de documentaire, il quitte l'ONF pour les Productions Onyx avec lesquelles il scénarise et réalise Le Viol d'une jeune fille douce (en 1968), Red (en 1970) et Les Mâles (en 1971). Puis, avec Pierre Lamy, il fonde les Productions Carle-Lamy au début des années 1970 et réalise au cours de cette décennie La Vraie Nature de Bernadette (en 1972), La Mort d'un bûcheron (en 1973) et La Tête de Normande St-Onge (en 1976). Au cours des années 1980, il adapte deux classiques de la littérature québécoise au grand écran, Les Plouffe (en 1981) et Maria Chapdelaine (en 1983). Gilles Carle réalise ses derniers longs métrages de fiction au cours des années 1990, avant que la maladie ne le réduise à des travaux plus solitaires, d'écriture et d'art plastique, puis à l'inaction totale.
Il a été président de la Société des auteurs et compositeurs dramatiques Canada (SACD) de 1987 à 1992 ainsi que président d'honneur de 1993 à 2009. Dans cette société, il a notamment veillé aux intérêts moraux et matériels des auteurs en négociant pour eux les licences d'exploitation avec les chaines de télévision et les producteurs de théâtre.
Atteint de la maladie de Parkinson et de la maladie d'Alzheimer, Gilles Carle meurt le 28 novembre 2009. Le Québec lui réserve des funérailles nationales.

## Biographie

### Enfance et formation

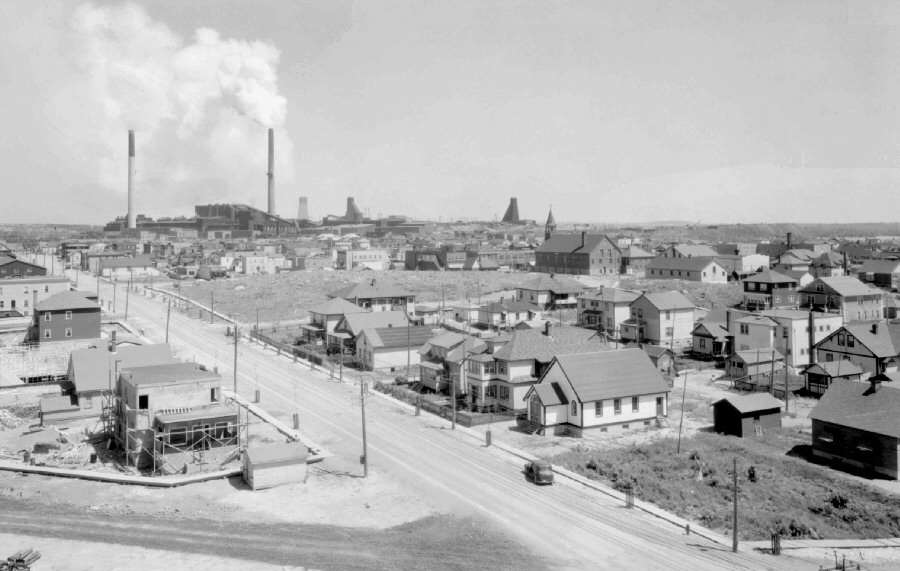
Rouyn-Noranda en 1937

Gilles Carle nait le 31 juillet 1928, de Georges Carle et d'Yvonne Clément, à Maniwaki mais passe la majeure partie de sa petite enfance à Northfield, également en Outaouais. Gilles Carle a grandi dans une famille de 6 enfants, son père est laitier puis mineur et sa mère est institutrice. Gilles Carle serait un « métis algonquin » (de 5e génération : 1 ancêtre sur 32) et « métis montagnais ou huron » (de 8e génération : 1 ancêtre sur 256), et aurait donc 3,5 % d'ancêtres amérindiens (9 sur 256) et 96,5 % d'ancêtres européens. En 1935, toute la famille déménage à Rouyn-Noranda en Abitibi, il y vivra jusqu'à l'âge de 16 ans.
Possédant un talent certain pour les arts graphiques, il s'inscrit à l'École des beaux-arts de Montréal en dessin commercial et s'installe dans la métropole québécoise en 1945. Parmi ses professeurs, on compte Alfred Pellan et Jean Simard. Il subvient principalement à ses besoins en exerçant près de 36 métiers en plus de ses études. Certains des emplois qu'il occupe, tels aide-camionneur, mineur, rédacteur pour un journal publicitaire de l'Association des pâtes et papiers et show boy pour un spectacle de danse, seront évoqués dans ses films. En 1950, après avoir terminé sa formation, il s'inscrit comme auditeur (dispensé des examens) à des cours universitaires : à l'Université de Montréal en littérature, puis à l'Université McGill en sciences sociales. Il fréquente également l'École polytechnique, où il étudie la photographie et l'imprimerie. Durant ses études, il érit des critiques littéraires, de cinéma et de télévision, pour le journal Le Devoir puis L’Écran et Liberté, sous quatre pseudonymes différents. Il joint aussi le groupuscule formé autour du poète Gaston Miron qui sera à l'origine de la création des Éditions de l'Hexagone en 1953. De 1951 à 1954, il quitte Montréal pour Québec, où il pratique les métiers de caricaturiste et d'artiste graphique pendant deux ans avant de devenir assistant directeur et agent de liaison pour une entreprise spécialisée en graphisme.
En 1955, Gilles Carle est engagé comme graphiste à la société Radio-Canada, Il y travaille jusqu'en 1960. C'est Gilles Marcotte, travaillant alors pour l'Office national du film et ancien collègue au journal Le Devoir, qui lui offrira de devenir recherchiste pour un film scientifique produit par cette agence culturelle gouvernementale en 1960 : Le Prix de la science. Il y scénarise également une fiction à saveur autobiographique, Tout l'or du monde, qui traite de la situation difficile de mineurs de l'Abitibi. À la suite de ce film, il reçoit une offre de scénariste à temps plein mais refuse ; au terme de négociations qui s'étalent sur près de deux ans, il parvient à obtenir le poste de réalisateur-scénariste permanent.

#### Le prix de la science(1960)
Réalisé par Raymond Leboursier, réalisateur français et produit par l'ONF, Gilles Carle fut engagé à titre de recherchiste et scénariste de ce documentaire. Intitulé, Le prix de la science- Le défi de la recherche scientifique dans la vie industrielle contemporaine, le film expose les rapports entre la grande industrie et la recherche scientifique. Les images dévoilent les plus récents appareils utilisés dans les laboratoires modernes.

#### Tout l'or du monde...(1959)
Réalisé également par Raymond Leboursier, il s'agit du premier scénario de fiction signé Gilles Carle. Produit par l'ONF, Tout l'or du monde... raconte l'histoire d'une communauté vivant dans une petite ville quasi-abandonnée en Abitibi-Témiscamingue (Arntfield) à la suite de la fermeture d'une mine. Tous les matins, le père Aristide Leblanc part à la recherche de travail dans les villes environnantes. Sa femme, enceinte, restant seule avec les enfants, souhaite déménager à Val-d'Or chez sa sœur pour trouver un emploi. Le fils Leblanc, avec ses amis, s'amusent tous les jours à s'inventer un métier. Aujourd'hui, ils seront pompiers. Ils décident de mettre en feu une vieille grange. Lorsqu'ils s'apprêtent à l'éteindre, ils s'aperçoivent qu'il n'y a plus d'eau dans le puits. Toute la mine passe à deux doigts d'être brûlée. À son retour, Aristide Leblanc en conclut qu'il est temps de déménager et de quitter cette communauté.

### Passage à l'Office national du film du Canada (1961-1966)

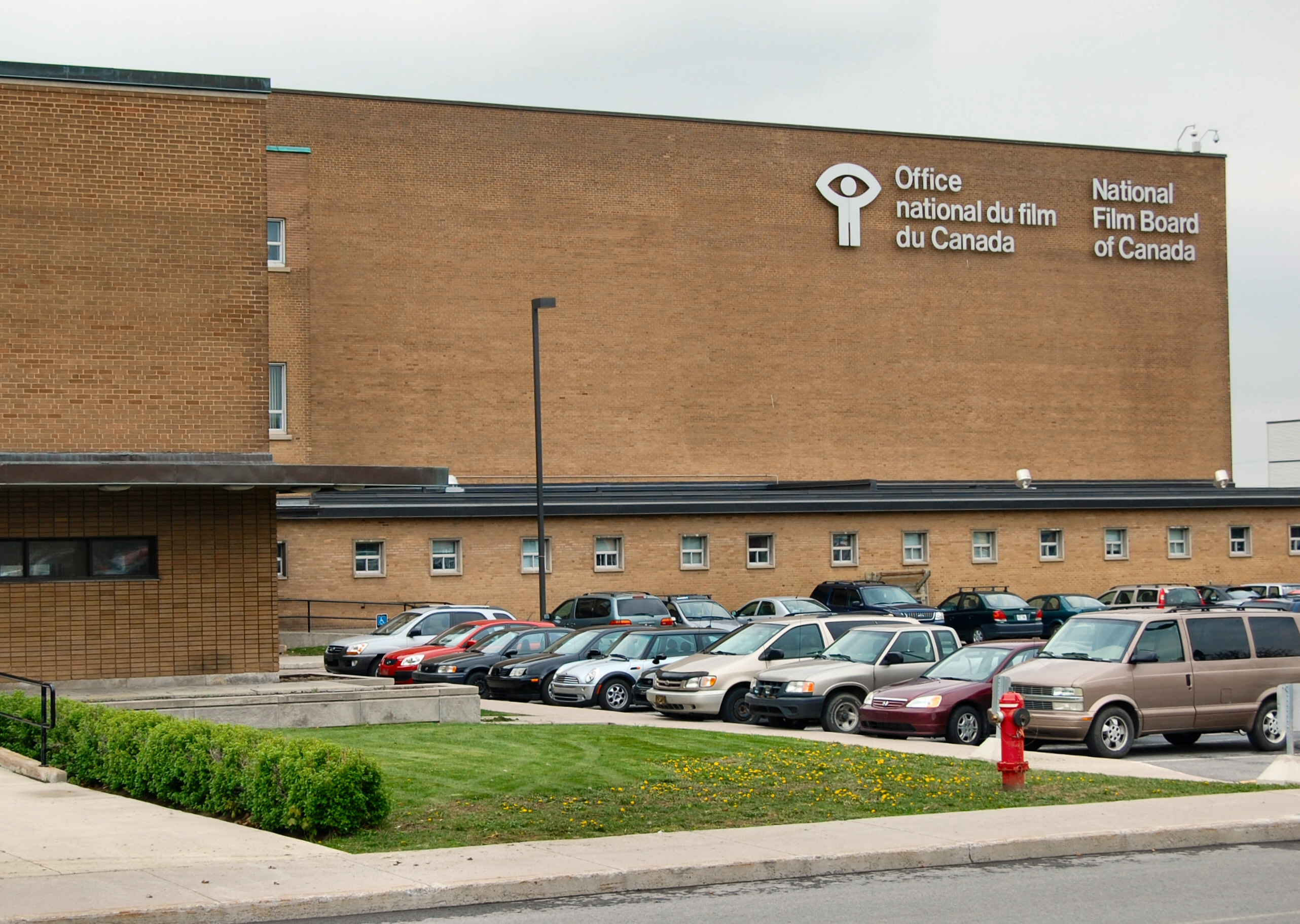
Bureau central de l'Office national du film du Canada à Montréal (édifice Norman McLaren)

Au cours de ses cinq années à l'ONF, Gilles Carle est principalement contraint à tourner des documentaires. En 1961, il signe son premier film : Dimanche d'Amérique, un documentaire sur la communauté italienne de Montréal. La même année, il coréalise avec Louis Portugais Manger. Ensuite, la société d'État lui commande plusieurs courts documentaires comme Patinoire en 1962 ainsi que des reportages sur l'équipe olympique canadienne de natation dans Natation et Patte Mouillée en 1963. Enfin, il scénarise et réalise Un air de famille et Percé on the Rocks en 1964, qui obtient une certaine notoriété. Ce film est tout de suite suivi, la même année, par un court métrage, la première fiction de sa filmographie : Solange dans nos campagnes. Puisqu'à l'époque, il existe des liens étroits entre Radio-Canada et l'ONF, deux sociétés d'État, la plupart de ses documentaires seront projetés au petit écran.

#### Dimanche d'Amérique(1961)
Dimanche d'Amérique est le premier court-métrage documentaire réalisé par Gilles Carle en noir et blanc de genre Candid eye. Filmé par Guy Borremans, l'œuvre porte un regard sur la communauté italienne à travers de multiples lieux de rassemblement et lors de diverses occasions, tels que l'Église, le défilé de la Fête nationale, les cafés et les bistros. Le film s'inscrit dans la lignée de documentaires produits par l'ONF sur les communautés diverses de Montréal (La communauté juive de Montréal (1956) de Fernand Dansereau)

#### Manger(1961)
Réalisé en noir et blanc en collaboration avec Louis Portugais, Manger dont le titre de travail était «One spaghetti meat sauce» s'intéresse aux rapports qu'entretient l'Amérique avec la nourriture. Le documentaire analyse le phénomène des supermarchés, de son marketing et de la transformation des aliments. Il s'agit de la première collaboration de Gilles Carle avec Werner Nold, monteur.

#### Patinoire(1962)
Patinoire est le troisième documentaire court-métrage de Gilles Carle et le premier à être en couleur. Le documentaire explore les plaisirs et joies qu'offrent une patinoire: le hockey, les courses, les danses, etc. La musique est signée Claude Léveillée.

#### Natation(1963)
Natation est le quatrième documentaire de Gilles Carle. Il suit le quotidien de jeunes athlètes canadiens inscrits aux Jeux olympiques de 1964 à Tokyo.

#### Patte mouillée(1963)
Produit la même année que Natation, le film suit également des athlètes sportifs, des plongeurs olympiques. Natation et Patte mouillée suit la lignée des documentaires sur le sport produit par l'ONF, initié par La lutte, Golden Gloves et Un jeu si simple.

#### Un air de famille(1963)
Un air de famille est une étude sociologique sur les tribulations de la vie familiale. Produit dans la lignée du cinéma direct, le film s'intéresse à différents événements de la vie canadienne tels que la préparation d'un mariage, un enterrement, un mariage et sa lune de miel.

#### Solange dans nos campagnes(1964)
Solange dans nos campagnes est le premier court-métrage de fiction réalisé par Gilles Carle. Le film, d'une durée de 26 minutes en noir et blanc, met en vedette Louise Marleau, Patricia Nolin et Benoit Marleau. L'histoire raconte celle de Solange, une adolescente de 16 ans, qui est invitée à une entrevue de l'émission «Soyez notre vedette». Le film se voulant une satire du cinéma direct, oscille entre le mode de représentation télévisuelle et cinématographique.

#### Percé on the rocks(1964)
Percé on the rocks promeut le tourisme dans la région de Gaspésie. Il remporte le prix Mention au deuxième Festival du cinéma canadien lors du Festival international du film de Montréal en 1964. Gilles Carle laisse plus de place à sa subjectivité dans son film, faisant ainsi un documentaire dit poétique.

#### La Vie heureuse de Léopold Z.(1965)

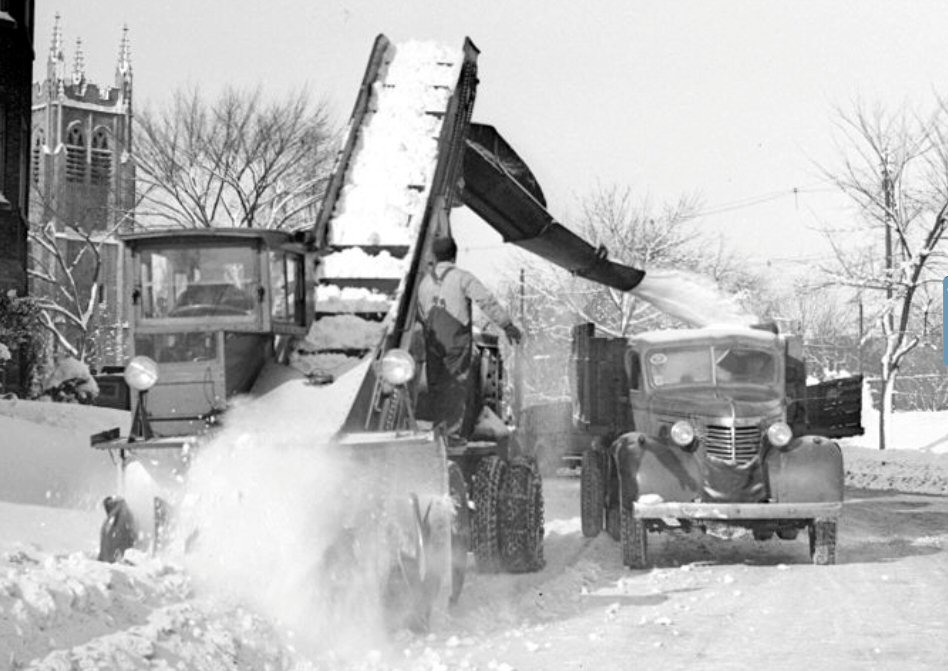
Déneigement dans une rue de Westmount

Son premier long métrage de fiction, La Vie heureuse de Léopold Z., est produit à l'ONF en 1965 mais sans l'autorisation de l'agence culturelle. De mèche avec son producteur Jacques Bobet, Gilles Carle transforme un projet de documentaire de 20 minutes sur la neige en une comédie d'une heure et vingt sur un déneigeur montréalais travaillant la veille de Noël.
En tout, le film a coûté 63 000 CAD$ et nécessité 18 jours de tournage. Il est projeté pour la première fois au Festival international du film de Montréal le 8 août 1965 et remporte le Grand Prix du Festival du cinéma canadien devant La neige a fondu sur la Manicouagan d'Arthur Lamothe et Sweet substitute de Larry Kent. Sa sortie commerciale a lieu au cinéma Parisien de Montréal le 19 novembre 1965. Il est par la suite distribué par l'ONF partout au Québec quelques semaines plus tard. Sa réception est bonne chez le public et pour la plupart des critiques. En tout, il fait 8 semaines et plus de 50 000 entrées, pour ne les compter qu'au cinéma Le Parisien, à Montréal. À l'époque, le film devient le plus gros succès en salle du jeune cinéma québécois, dès l'hiver 1965-66.
Bien que le film obtienne un succès évident, l'Office national du film du Canada n'accepte toujours de financer que des courts métrages. En 1966, l'organisme propose à Gilles Carle un documentaire sur la police montée, ce qu'il refuse, quittant pour le secteur privé. Il garde alors un mauvais souvenir de la structure et de la bureaucratie de l'organisme, mais un bon souvenir de l'ambiance qui régnait dans l'équipe française de l'ONF<.

### Fiction et Indépendance: Onyx Films (1966-1971)
À son départ de l'ONF, Gilles Carle se joint à l'équipe d'Onyx film, la première grande compagnie de production indépendante au Québec. Il s'adapte rapidement au milieu privé et réalise des variétés pour la télévision, comme Jeux de Jérolas en 1967 et Place à Olivier Guimond en 1968, des commandites gouvernementales et plus d'une centaine de publicités. En plus de devenir copropriétaire et directeur artistique, il y fait office de monteur et parfois de scénariste. Gilles Carle participe également à la création de la muraille audio-visuelle du pavillon du Québec de l'Exposition universelle de Montréal de 1967 et réalise pour l'Office du film du Québec, Québec à l'heure de l'Expo.

#### Le Viol d'une jeune fille douce(1968)
Le Viol d'une jeune fille douce, comme La Vie heureuse de Léopold Z., est réalisé de façon pirate, sans même qu'André Lamy (en), lui aussi copropriétaire d'Onyx film, soit mis au courant. Scénarisé par Gilles Carle, le film met en scène pour la première fois les frères Pilon (Daniel et Donald).
Travaillant la nuit et les fins de semaine, les acteurs et les techniciens sont payés par la SDICC à la suite de la sortie du film. En tout, le tournage dure sept mois et nécessite un budget de 65 000 $CAN. Le film prend l'affiche en 1968.

#### Red(1970)
Red, pour sa part, est officiellement accepté et même sollicité ; il prend l'affiche en 1970. Le film était l'une des premières superproductions de l'époque au Québec avec son budget de 450 000 $. Il met en vedette Daniel Pilon, Gratien Gélinas, Donald Pilon et Geneviève Deloir.
Le film emprunte une esthétique très hollywoodienne avec ses poursuites en voiture et ses fusillades. Pour les distributeurs ayant investi dans le film, comme Famous Players qui possède un important réseau de salles dans le Canada anglais, Red représente l'occasion d'initier le marché américain au cinéma québécois.
Il raconte l'histoire de Réginald Mckenzie, dit Red. Accusé du meurtre de sa sœur, Red doit fuir les autorités ainsi que ses demi-frères assoiffés de vengeance pour prouver son innocence.

#### Les Mâles(1971)
Les Mâles est le troisième long-métrage de fiction réalisé dans le cadre de la société de production d'Onyx Films. Il est distribué exclusivement par France-Film, qui possède un réseau de salles au Québec et en France. Sorti le 3 mars 1971, il connaît un important succès public au Québec. En France, il sort sous l'étiquette de film-érotique, une vague très populaire à l'époque qui débute par Deux femmes en or et L'Initiation. Il est produit avec un budget environnant les 225 000 $.

### Productions Carle-Lamy (1972-1975)
En 1971, Gilles Carle quitte Onyx Films. Selon lui, la compagnie de production est devenue trop grosse. Après une fusion avec d'autres compagnies d'investissements dont SMA Power Corporation, Onyx Films devient de plus en plus une compagnie chargée de projet publicitaire délaissant ainsi la production cinématographique. Le producteur Pierre Lamy quitte également sa compagnie de production et fonde avec Gilles Carle les production Carle-Lamy.

#### La Vraie Nature de Bernadette(1972)
Les Productions Carle-Lamy sont situés dans un bureau au sous-sol de la Place Bonaventure. Gilles Carle rêve de tout quitter sa vie montréalaise et de partir en campagne. C'est ce qui inspire son cinquième long-métrage de fiction, La Vraie Nature de Bernadette. Mettant en vedette Micheline Lanctôt, Donald Pilon et Reynald Bouchard, l'histoire raconte celle de Bernadette Brown-Bonheur qui, avec son fils, délaisse son mari à Montréal pour retourner vivre à la campagne.

#### La Mort d'un bûcheron(1973)
La Mort d'un bûcheron souligne la première collaboration sur grand écran de Gilles Carle avec Carole Laure. L'histoire raconte celle de Marie Chapdelaine qui quitte sa région natale pour s'installer à Montréal. Marie souhaite découvrir la vérité sur son père qu'elle n'a jamais rencontré.
Le film met en vedette Daniel Pilon, Willie Lamothe et Denise Filiatrault.

### Années 2000: Combat contre la maladie de Parkinson
Depuis 1991, il est atteint de la maladie de Parkinson, qui paralyse peu à peu ses mouvements et le rend inapte à marcher, puis à parler. Il est aussi atteint de la maladie d'Alzheimer. Sa compagne, Chloé Sainte-Marie embauche des préposés pour s'occuper de lui. Elle se démène activement auprès des gouvernements canadien et québécois pour qu'ils viennent en aide financièrement aux aidants naturels… mais elle n'obtient que peu de succès. Gilles Carle, devenu incapable d'ingurgiter et souffrant d'un infarctus et d'une pneumonie, est transporté à l'hôpital, où il meurt après quelques semaines, le 28 novembre 2009. Le Québec lui réserve des funérailles nationales, le samedi suivant. Il laisse dans le deuil ses trois enfants, Ariane, Martine et Sylvain Carle, ainsi que ses trois petits-enfants, Frédéric et Sandrine Carle-Landry et Mélissa Carle-Palu. Sa sépulture est située dans le cimetière Notre-Dame-des-Neiges, à Montréal.

## Le cinéma de Gilles Carle

### Thèmes, aspects sociaux, culturels et politiques
Doué pour la scénarisation et la création de personnages complexes mais authentiques, fidèles à leurs réalités culturelles, l'œuvre de Gilles Carle est celle du conte, de la fantaisie, de la fable sociale amusée,. Plusieurs interprètes reviennent en récurrence dans son œuvre, comme Carole Laure, Willie Lamothe, Daniel Pilon, sans oublier Donald Pilon puis Chloé Sainte-Marie.

### Acteurs récurrents
Gilles Carle a travaillé à plusieurs reprises avec certains acteurs : Donald Pilon (8), J. Léo Gagnon (6), Carole Laure (6), Jean-Pierre Cartier (4), Guy L'Écuyer (4), Daniel Pilon (3), Reynald Bouchard (3), Pierre Curzi (3), Denise Filiatrault (3), Chloé Sainte-Marie (3), Yvon Sarrazin (3),

## Filmographie
| Année | Film                                                           | Rôle                                         | Type                        |
| ----- | -------------------------------------------------------------- | -------------------------------------------- | --------------------------- |
| 1960  | Le Prix de la science                                          | scénariste                                   | court métrage, documentaire |
| 1961  | Dimanche d'Amérique                                            | réalisateur                                  | court métrage, documentaire |
| 1962  | Patinoire                                                      | réalisateur                                  | court métrage, documentaire |
| 1963  | Un air de famille                                              | réalisateur                                  | court métrage, documentaire |
| 1963  | Patte mouillée                                                 | réalisateur                                  | court métrage               |
| 1964  | Solange dans nos campagnes                                     | réalisateur, scénariste                      | court métrage               |
| 1964  | Percé on the Rocks                                             | réalisateur, scénariste                      | court métrage               |
| 1964  | The Big Swim                                                   | réalisateur                                  | court métrage, documentaire |
| 1965  | La Vie heureuse de Léopold Z.                                  | réalisateur, scénariste                      | long métrage, fiction       |
| 1967  | Place à Olivier Guimond                                        | réalisateur                                  | série télévisée             |
| 1968  | Le Viol d'une jeune fille douce                                | réalisateur, scénariste                      | long métrage, fiction       |
| 1970  | Red                                                            | réalisateur, scénariste                      | long métrage, fiction       |
| 1971  | Les Mâles                                                      | réalisateur, scénariste, monteur             | long métrage, fiction       |
| 1972  | La Feuille d'érable                                            | réalisateur                                  | série télévisée             |
| 1972  | La Vraie Nature de Bernadette                                  | réalisateur, scénariste, monteur, producteur | long métrage, fiction       |
| 1973  | La Mort d'un bûcheron                                          | réalisateur, scénariste                      | long métrage, fiction       |
| 1973  | Les Corps célestes                                             | réalisateur, scénariste                      | long métrage, fiction       |
| 1975  | A Thousand Moons                                               | réalisateur                                  | moyen métrage, fiction      |
| 1975  | La Tête de Normande St-Onge                                    | réalisateur, scénariste, monteur             | long métrage, fiction       |
| 1977  | L'Âge de la machine                                            | réalisateur, scénariste                      | court métrage, fiction      |
| 1977  | L'Ange et la Femme                                             | réalisateur, scénariste                      | long métrage, fiction       |
| 1980  | Fantastica                                                     | réalisateur, scénariste                      | long métrage, fiction       |
| 1981  | Les Plouffe                                                    | réalisateur, scénariste                      | long métrage, fiction       |
| 1982  | Jouer sa vie                                                   | réalisateur                                  | long métrage, documentaire  |
| 1983  | Maria Chapdelaine                                              | réalisateur, scénariste                      | long métrage, fiction       |
| 1985  | Cinéma, cinéma                                                 | réalisateur                                  | long métrage, documentaire  |
| 1985  | O Picasso                                                      | réalisateur, scénariste                      | long métrage, documentaire  |
| 1986  | La Guêpe                                                       | réalisateur                                  | long métrage, fiction       |
| 1989  | ONF 50 Ans                                                     | réalisateur                                  | court métrage               |
| 1990  | Le Diable d'Amérique                                           | réalisateur                                  | long métrage, documentaire  |
| 1992  | Miss Moscou                                                    | réalisateur                                  | série télévisée             |
| 1992  | La Postière                                                    | réalisateur, scénariste                      | long métrage, fiction       |
| 1994  | L'Honneur des grandes neiges dans Aventures dans le Grand Nord | réalisateur                                  | série télévisée, épisode    |
| 1995  | Le Sang du chasseur dans Aventures dans le Grand Nord          | réalisateur, scénariste                      | série télévisée, épisode    |
| 1996  | Pudding chômeur                                                | réalisateur                                  | long métrage, fiction       |
| 1999  | Moi, j'me fais mon cinéma                                      | réalisateur, scénariste                      | long métrage, documentaire  |

## Récompenses et nominations

### Récompenses au cinéma
- 1964 Percé on the rocks
  - Mention au Festival du cinéma canadien
- 1965 La Vie heureuse de Léopold Z.
  - Grand Prix du Festival du cinéma canadien
- 1968 Le Viol d'une jeune fille douce
  - Sélection à la Quinzaine des réalisateurs à Cannes
  - Prix spécial du Jury au festival d'Hyère
  - Sélection au Festival international des films de Berlin
- 1972 La Vraie Nature de Bernadette
  - Sélection officielle à la 25e édition du Festival de Cannes
  - Présélection aux Academy Awards
  - Meilleure réalisateur, meilleur scénariste aux Prix Genie
- 1973 La Mort d'un bûcheron
  - Sélection officielle à la 26e édition du Festival de Cannes
- 1975 La Tête de Normande St-Onge
  - Sélection à la Quinzaine des réalisateurs à Cannes
- 1977 L'Ange et la Femme
  - Prix de la critique à la 6e édition du Festival d'Avoriaz
- 1980 Fantastica
  - Sélection officielle à la 33e édition du Festival de Cannes
- 1981 Les Plouffe
  - Sélection à la Quinzaine des réalisateurs à Cannes
- 1989 50 ans (ONF)
  - Palme d'or du court métrage à la 42e édition du Festival de Cannes

### Autres récompenses
- 1995 - Officier de la Légion d'honneur
- 1998 - Officier de l'Ordre du Canada
- 2001 - Prix Jutra-Hommage de la 3e soirée des prix Jutra
- 2004 - Chevalier de l'ordre de la Pléiade
- 2007 - Grand officier de l'Ordre national du Québec

## Hommages
La rue Gilles-Carle a été nommée en son honneur, en 2017, dans la ville de Québec.